# 塔利 (紐約州村)
塔利（英語：Tully）是位於美國紐約州奧農達加縣的村。

## 人口
根據2020年美國人口普查的數據，塔利的面積為1.89平方千米，皆為陸地。當地共有人口904人，而人口密度為每平方千米478人。